# Reuben De Jong
Reuben De Jong (Waitakere, ...) è un kickboxer, wrestler, artista marziale misto e strongman neozelandese.
Dopo aver praticato kickboxing ed MMA, pratica ora wrestling ed è stato sotto contratto con la World Wrestling Entertainment e lottava in Florida Championship Wrestling con il ring name di Russell Walker.

## Carriera
Nato a Waitakere, in Nuova Zelanda, Reuben de Jong studia al college della sua città. In una delle sue prime competizioni da strongman, vince l'edizione 134 degli Waipu Highland Games. Secondo i giudici, De Jong "lottò come tutti dovrebbero fare in futuro". 

### MMA (2006-2009)
Successivamente si dedica alle Arti Marziali Miste e nell'estate del 2006 entra nel torneo K-1 King of Oceania dove viene eliminato al terzo turno da Jason Retti. Successivamente, sfida Sio Vitale e Alexei Ignashov. Nel 2008, decide di prendersi una pausa dalla lotta per ritornare l'anno dopo. Ritorna a gennaio 2009, rappresentando la Nuova Zelanda insieme a Mick Cottrell alla 110ª edizione dei giochi Browns Athletic Society e i due sfidano gli australiani Craig Reid e Aaron Monks e gli scozzesi Alastair Gunn e Malcolm Cleghorn.
Il 24 luglio 2009, De Jong appare nel primo episodio di NZ Smashes Guinness World Records dove stabilisce il record di specchi rotti in un minuto.

### Wrestling (2009-presente)

#### Impact Pro Wrestling NZ (2009-2011)
Dopo essersi allenato per nove mesi, De Jong fa il suo debutto come wrestler professionista nella federazione più importante della Nuova Zelanda, la Impact Pro Wrestling, debuttando in una battle royal di esordienti in cui il vincitore avrebbe strappato un contratto con la federazione. De Jong vince e inizia a lottare nella federazione. 
Il 29 maggio 2010, sconfigge Vinny Dunn a IPW Genesis vincendo l'IPW New Zealand Heavyweight Championship. In realtà, De Jong vinse il titolo in poco tempo poiché Dunn aveva già battuto Alexander nel main event, quando dallo stage spuntò De Jong che lo sfidò per il titolo. 
De Jong perde il titolo contro lo stesso Vinny Dunn il 21 agosto 2010 a IPW Rival Turf. De Jong cedette alla ankle lock, perdendo il titolo.

#### Florida Championship Wrestling (2011)
Nel febbraio 2011, de Jong firma un contratto di sviluppo con la WWE e viene mandato in FCW per fare esperienza. Qui assume il nome di Russell Walker anche se viene subito svincolato per motivi ignoti.

## Filmografia
Reuben De Jong compare nei panni del terribile Teocoles, l'Ombra della Morte, nella serie televisiva Spartacus, nel quinto episodio della prima stagione "Scontro all'ultimo sangue". Ed appare nei panni del Calthrop nella serie televisiva La spada della verità nel diciannovesimo episodio della prima stagione "La maledizione".

## Titoli e riconoscimenti
Impact Pro Wrestling
- IPW New Zealand Heavyweight Championship (1)